# 10222 Klotz
10222 Klotz este un asteroid din centura principală de asteroizi.

## Descriere
10222 Klotz este un asteroid din centura principală de asteroizi. A fost descoperit pe 29 octombrie 1997 la Ramonville-St-Agne de Christian Buil. Asteroidul prezintă o orbită caracterizată de o semiaxă mare de 2,77 ua, o excentricitate de 0,10 și o înclinație de 8,0° în raport cu ecliptica.